# Kai Wen Tan
Kai Wen Tan (Fremont, 24 de setembro de 1981) é um ginasta norte-americano que compete em provas de ginástica artística.
Kai fez parte da equipe olímpica norte-americana que disputou os Jogos Olímpicos de Pequim, em 2008. Neles, ao lado de Alexander Artemev, Raj Bhavsar, Jonathan Horton, Joe Hagerty e Justin Spring, fora medalhista de bronze na prova coletiva, superado pela equipe japonesa e chinesa, prata e ouro, respectivamente.